# شهرداری ویلانی
شهرداری ویلانی (به لاتین: Viļāni Municipality) یک شهرداری در لتونی است. شهرداری ویلانی ۷٬۲۴۳ نفر جمعیت دارد.